# Cvitović (Jajce)
Pour les articles homonymes, voir Cvitović.
Cvitović (en cyrillique : Цвитовић) est un village de Bosnie-Herzégovine. Il est situé dans la municipalité de Jajce, dans le canton de Bosnie centrale et dans la fédération de Bosnie-et-Herzégovine. Selon les premiers résultats du recensement bosnien de 2013, il compte 199 habitants.

## Histoire
Sur le territoire du village se trouve la forteresse de Komotin qui remonte au début du XIVe siècle ; elle est inscrite sur la liste des monuments nationaux de Bosnie-Herzégovine.

## Démographie

### Évolution historique de la population
| 1948 | 1953 | 1961 | 1971 | 1981 | 1991 | 2013 |
| ---- | ---- | ---- | ---- | ---- | ---- | ---- |
| -    | -    | 303  | 290  | 380  | 310  | 199  |

|  |